# Langs lijnen van geleidelijkheid
Langs lijnen van geleidelijkheid is een roman van Louis Couperus die voor het eerst verscheen in 1900, in twee delen, bij zijn vaste uitgever L.J. Veen.

## Geschiedenis
In juli 1898 kondigde Couperus aan Lambertus Jacobus Veen aan dat hij "aan een grooter werk" zou beginnen. Dat deed hij echter pas in juli 1899, en wel in Nederlands-Indië toen hij die zomer met zijn vrouw doorbracht bij zijn zus en zwager Gérard de la Valette. Op 16 oktober 1899 berichtte hij Veen dat de roman af was. Die verscheen eerst als voorpublicatie in drie afleveringen van De Gids tussen mei en juli 1900. In september 1900 verscheen de roman met een bandontwerp van J.G. van Caspel, de gebonden versie in een band, de ingenaaide editie in twee delen met papieren omslag.
Toen Couperus zijn auteursexemplaren ontving, was hij hevig verontwaardigd en schreef onmiddellijk een brief aan zijn uitgever. Het bleek dat in de roman het salon systematisch was veranderd in de salon, iets wat Couperus verafschuwde, terwijl ook het lunch en de lunch door elkaar gebruikt was. De schrijver wilde een verklaring en uiteindelijk bleek dat de corrector van de drukker eigenhandig het geslacht van de woorden had gewijzigd; de drukker, Thieme, bood daar zijn excuses voor aan. Daarmee trok Couperus het dreigement in om dit alles breed in de pers uit te meten.
De roman kreeg al tijdens de voorpublicatie negatieve aandacht in de pers, vanwege het vermeende onzedelijke karakter van de hoofdfiguur. In oktober 1900 wijdde Willem Gerard van Nouhuys een bespreking aan het boek in Het Vaderland waarin hij de hoofdfiguur van Cornélie slecht getroffen vond. Couperus schreef daarop een brief aan Van Nouhuys die op 8 november ook in Het Vaderland verscheen en waarin de schrijver de criticus van repliek diende.
Ondanks de ophef en de verdediging verscheen er tijdens het leven van de schrijver slechts een druk. Wel gaf Veen die eerste druk ook nog uit in onder andere de 'Werkenband'.